# Yayuk Basuki
Yayuk Basuki (Joguejacarta, 30 de Novembro de 1970) é uma ex-tenista profissional indonésia.

## WTA Tour finais (25)
| Legenda               | Legenda |
| --------------------- | ------- |
| Grand Slam (0)        |         |
| WTA Championships (0) |         |
| Tier I (3)            |         |
| Tier II (4)           |         |
| Tier III (5)          |         |
| Tier IV & V (13)      |         |
| Olimpíadas (0)        |         |

### Simples :8 (6-2)
| Resultado | N. | Data              | Torneio                 | Piso     | Oponente                | Placar        |
| Campeã    | 1. | 21 Abril 1991     | Pataia, Tailândia       | Duro     | Naoko Sawamatsu         | 6–2, 6–2      |
| Campeã    | 2. | 26 Abril 1992     | Cuala Lumpur, Malásia   | Duro     | Andrea Strnadová        | 6–3, 6–0      |
| Campeã    | 3. | 18 Abril 1993     | Pataia, Tailândia       | Hard     | Marianne Werdel         | 6–3, 6–1      |
| Campeã    | 4. | 2 Maio 1993       | Jacarta, Indonésia      | Duro     | Ann Grossman-Wunderlich | 6–4, 6–4      |
| Campeã    | 5. | 20 Fevereiro 1994 | Pequim, China           | Duro (I) | Kyōko Nagatsuka         | 6–4, 6–2      |
| Campeã    | 6. | 1 Maio 1994       | Jacarta, Indonésia      | Duro     | Florencia Labat         | 6–4, 3–6, 7–6 |
| Vice      | 1. | 14 Abril 1996     | Jacarta, Indonésia      | Duro     | Linda Wild              | Walkover      |
| Vice      | 2. | 16 Junho 1997     | Birmingham, Reino Unido | Grass    | Nathalie Tauziat        | 6–2, 2–6, 2–6 |

### Duplas:17 (9-8)
| Resultado | N. | Data              | Torneio                                     | Piso        | Parceira           | Oponentes                                      | Placar        |
| Vice      | 1. | 10 Novembro 1991  | Brentwood, Tennessee, EUA                   | Duro (I)    | Caroline Vis       | Sandy Collins Elna Reinach                     | 7–5, 4–6, 6–7 |
| Vice      | 2. | 27 Setembro 1992  | Nichirei International Championships, Japão | Duro        | Nana Miyagi        | Mary Joe Fernández Robin White                 | 4–6, 4–6      |
| Campeã    | 1. | 3 Outubro 1993    | Sapporo, Japan                              | Carpete (I) | Nana Miyagi        | Yone Kamio Naoko Kijimuta                      | 6–4, 6–2      |
| Campeã    | 2. | 10 Outubro 1993   | Taiwan Open, Taipei                         | Duro        | Nana Miyagi        | Jo-Anne Faull Kristine Kunce                   | 6–4, 6–2      |
| Vice      | 3. | 10 Apr 1994       | Japan Open, Japão                           | Hard        | Nana Miyagi        | Mami Donoshiro Ai Sugiyama                     | 4–6, 1–6      |
| Vice      | 4. | 17 Abril 1994     | Pattaya Open, Tailândia                     | Duro        | Nana Miyagi        | Patty Fendick Meredith McGrath                 | 6–7, 6–3, 3–6 |
| Campeã    | 3. | 13 Novembro 1994  | Surabaya, Indonésia                         | Hard        | Romana Tedjakusuma | Kyōko Nagatsuka Ai Sugiyama                    | Walkover      |
| Campeã    | 4. | 14 Janeiro 1996   | Hobart International, Austrália             | Duro        | Kyōko Nagatsuka    | Kerry-Anne Guse Park Sung-Hee                  | 7–6, 6–3      |
| Campeã    | 5. | 25 Maio 1996      | Strasbourg, França                          | Saibro      | Nicole Bradtke     | Marianne Werdel-Witmeyer Tami Whitlinger-Jones | 5–7, 6–4, 6–4 |
| Campeã    | 6. | 10 Agosto 1997    | Los Angeles, EUA                            | Duro        | Caroline Vis       | Larisa Savchenko Neiland Helena Suková         | 7–6, 6–3      |
| Campeã    | 7. | 17 Agosto 1997    | Canadian Open, Canada                       | Duro        | Caroline Vis       | Nicole Arendt Manon Bollegraf                  | 3–6, 7–5, 6–4 |
| Vice      | 5. | 28 Setembro 1997  | Leipzig, Alemanha                           | Carpete (I) | Helena Suková      | Martina Hingis Jana Novotná                    | 2–6, 2–6      |
| Vice      | 6. | 2 Novembro 1997   | Kremlin Cup, Rússia                         | Carpete (I) | Caroline Vis       | Arantxa Sánchez Vicario Natasha Zvereva        | 3–5, Default  |
| Vice      | 7. | 24 Maio 1998      | Internationaux de Strasbourg, França        | Saibro      | Caroline Vis       | Alexandra Fusai Nathalie Tauziat               | 4–6, 3–6      |
| Vice      | 8. | 23 Agosto 1998    | Canadian Open, Canadá                       | Duro        | Caroline Vis       | Martina Hingis Jana Novotná                    | 3–6, 4–6      |
| Campeã    | 8. | 19 Novembro 2000  | Pattaya Open, Tailândia                     | Duro        | Caroline Vis       | Tina Križan Katarina Srebotnik                 | 6–3, 6–3      |
| Campeã    | 9. | 24 Fevereiro 2001 | Dubai Tennis Championships, EAU             | Duro        | Caroline Vis       | Åsa Carlsson Karina Habšudová                  | 6–0, 4–6, 6–2 |